# Shahrisabz
Shahrisabz (ros. Шахрисабз, Szachrisabz) – miasto we wschodnim Uzbekistanie, wilajecie kaszkadaryjskim, siedziba administracyjna tumanu Shahrisabz. Położone jest na południowy zachód od Samarkandy, nad rzeką Kaszka-daria. Nazwa miasta pochodzi z języka perskiego, co w tłumaczeniu oznacza Shahr (miasto) i Sabz (zielony), czyli dosłownie Zielone miasto. 
Liczba mieszkańców w 2003 roku wynosiła ok. 77 tys. W mieście rozwinął się przemysł spożywczy, włókienniczy (bawełniany, jedwabniczy) oraz meblarski, rzemiosło artystyczne (hafty, ceramika). Miasto urodzenia Timura. W rejonie miasta formowano 6 dywizję piechoty Armii Andersa, pozostałością po niej jest Polski cmentarz wojenny w Shahrisabz.
Zespół zabytkowy Shahrisabz jest wpisany na listę światowego dziedzictwa UNESCO.

## Zabytki
- pozostałości pałacu Timura Ak-Saraj (XIV w.)[4]
- pozostałości dwóch mauzoleów (XIV w., XV w.)
- meczet (XV w.)
- ruiny portalu pałacowego
- zabudowania targowe (XVI w., XVII w.)

## Galeria

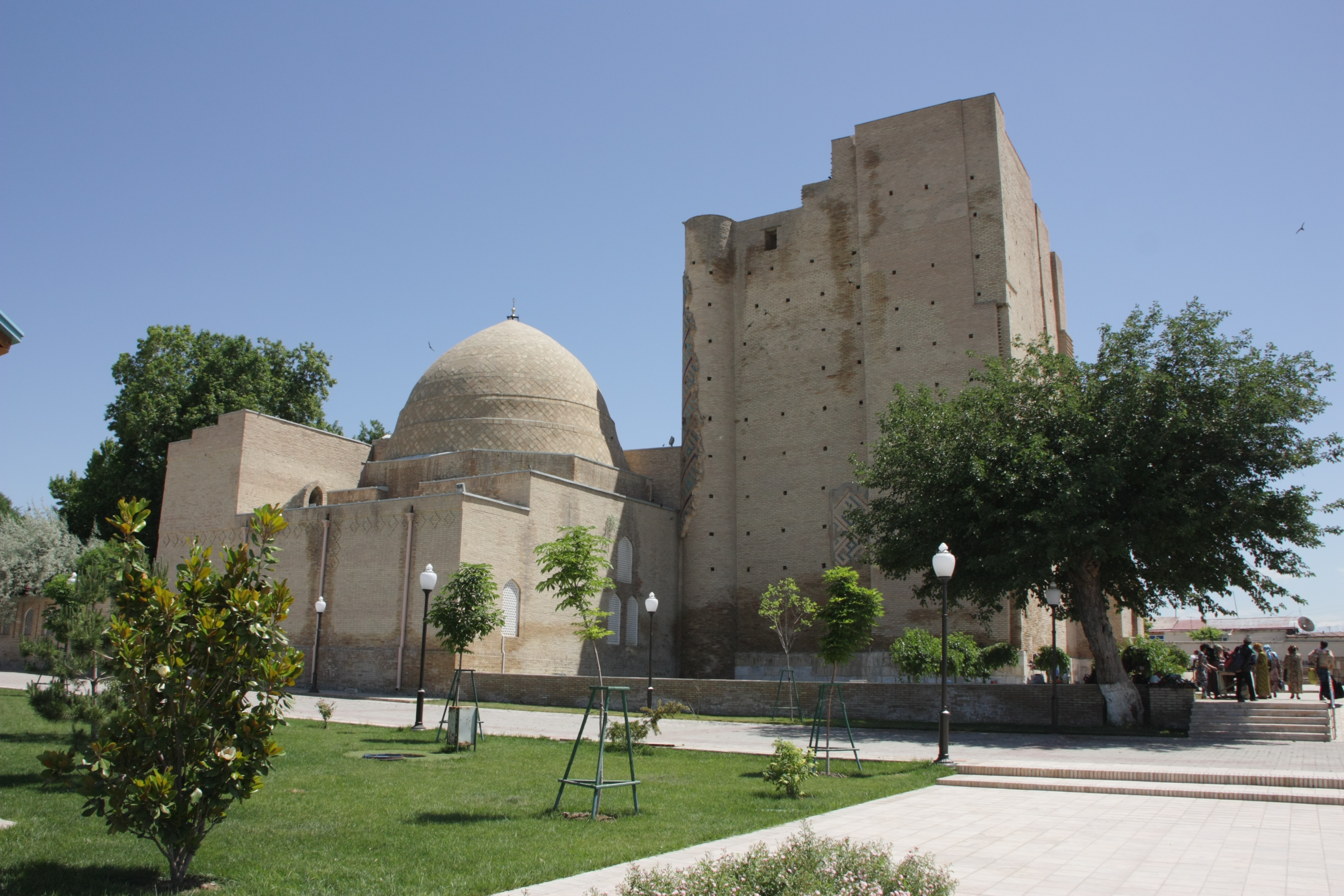
Mauzoleum Jahangira
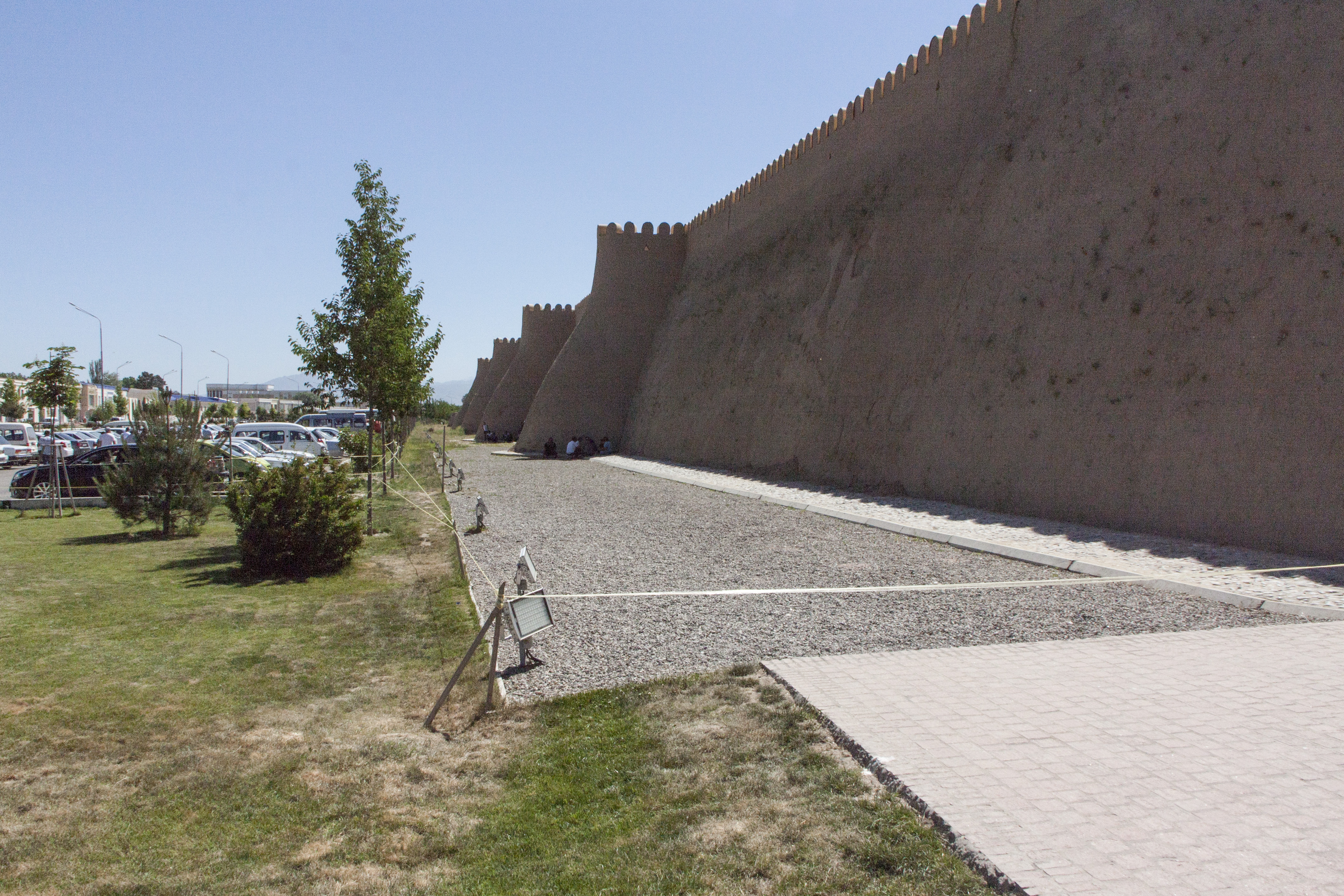
Mury miejskie
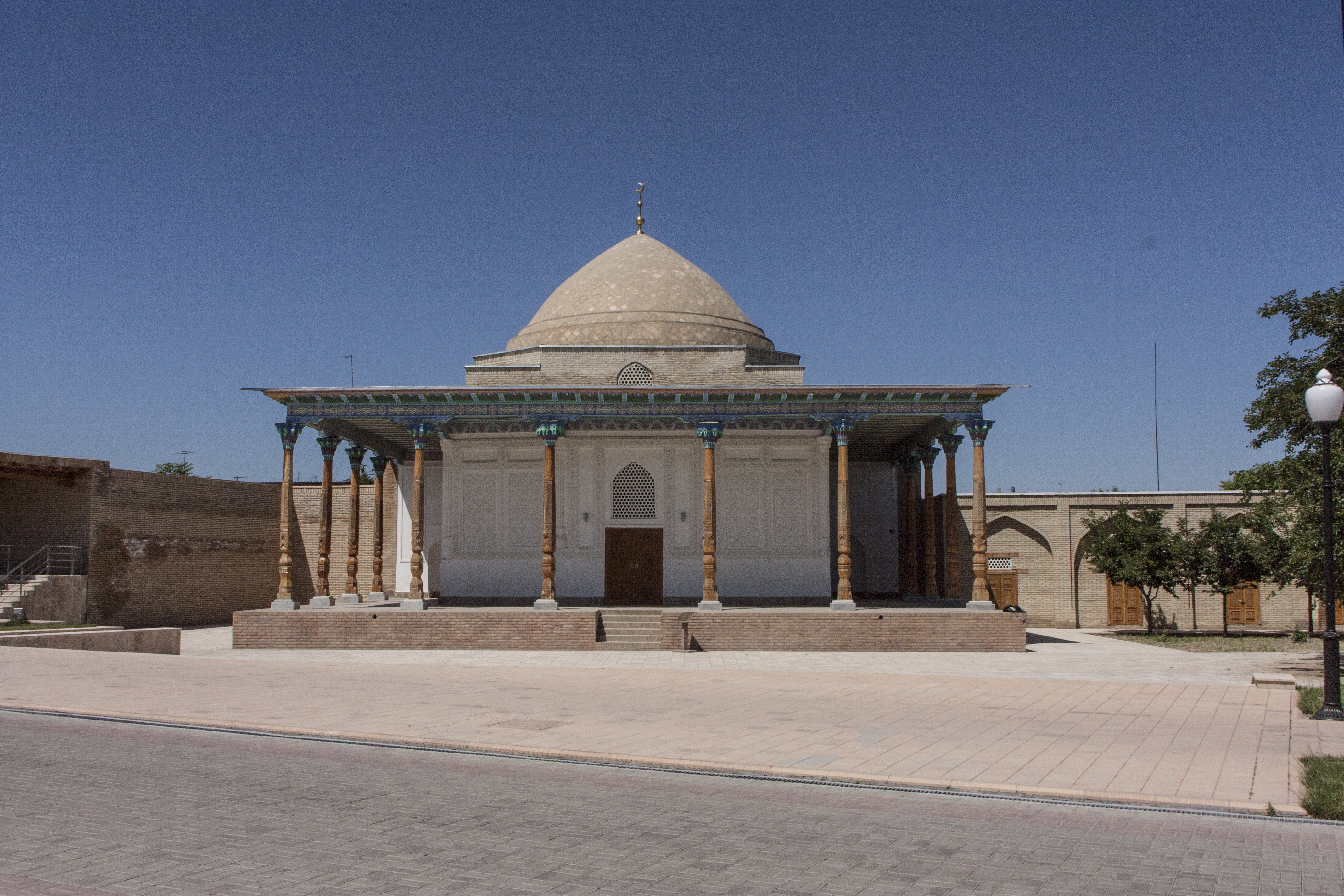
Meczet
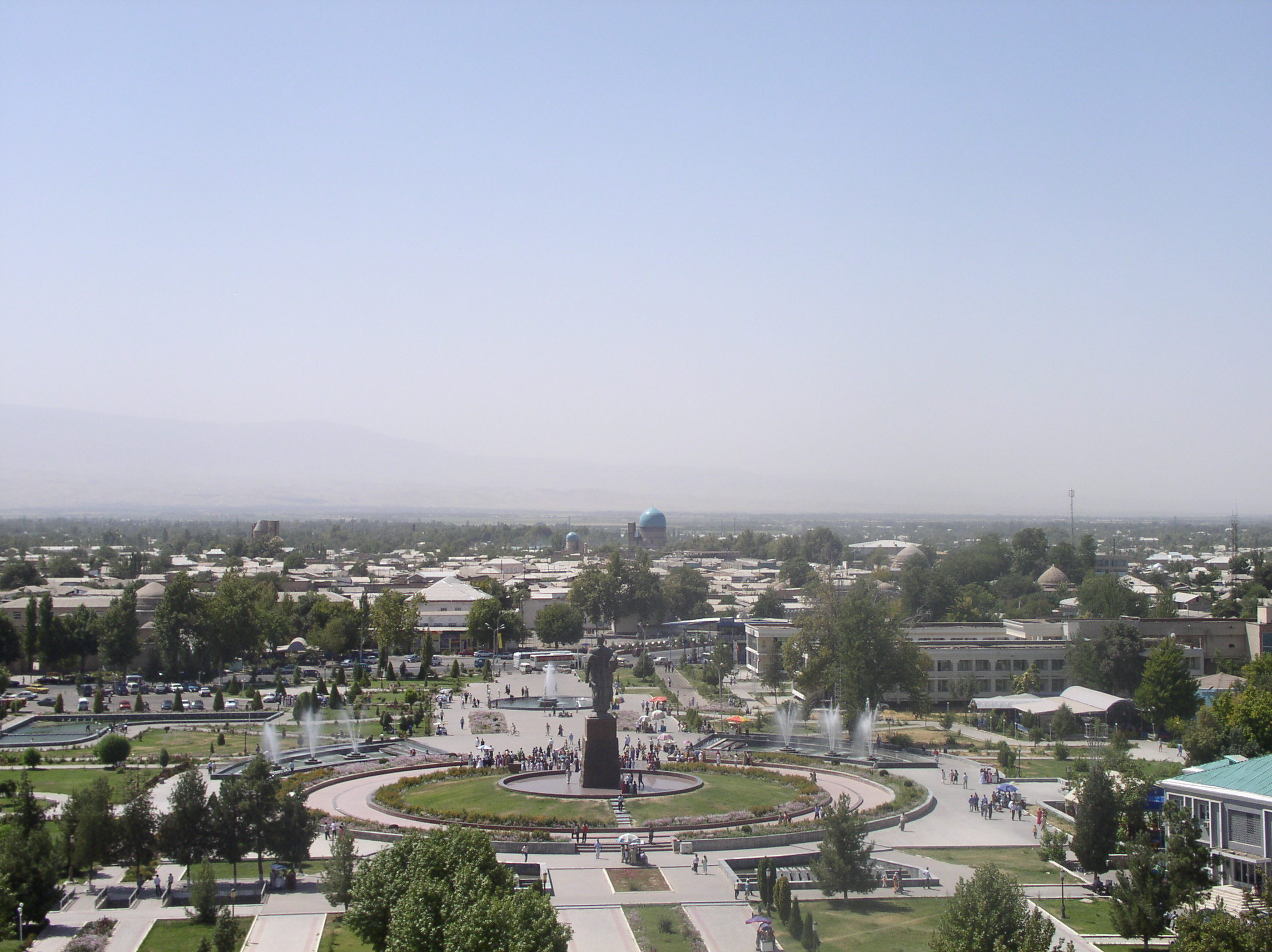
Centrum miasta
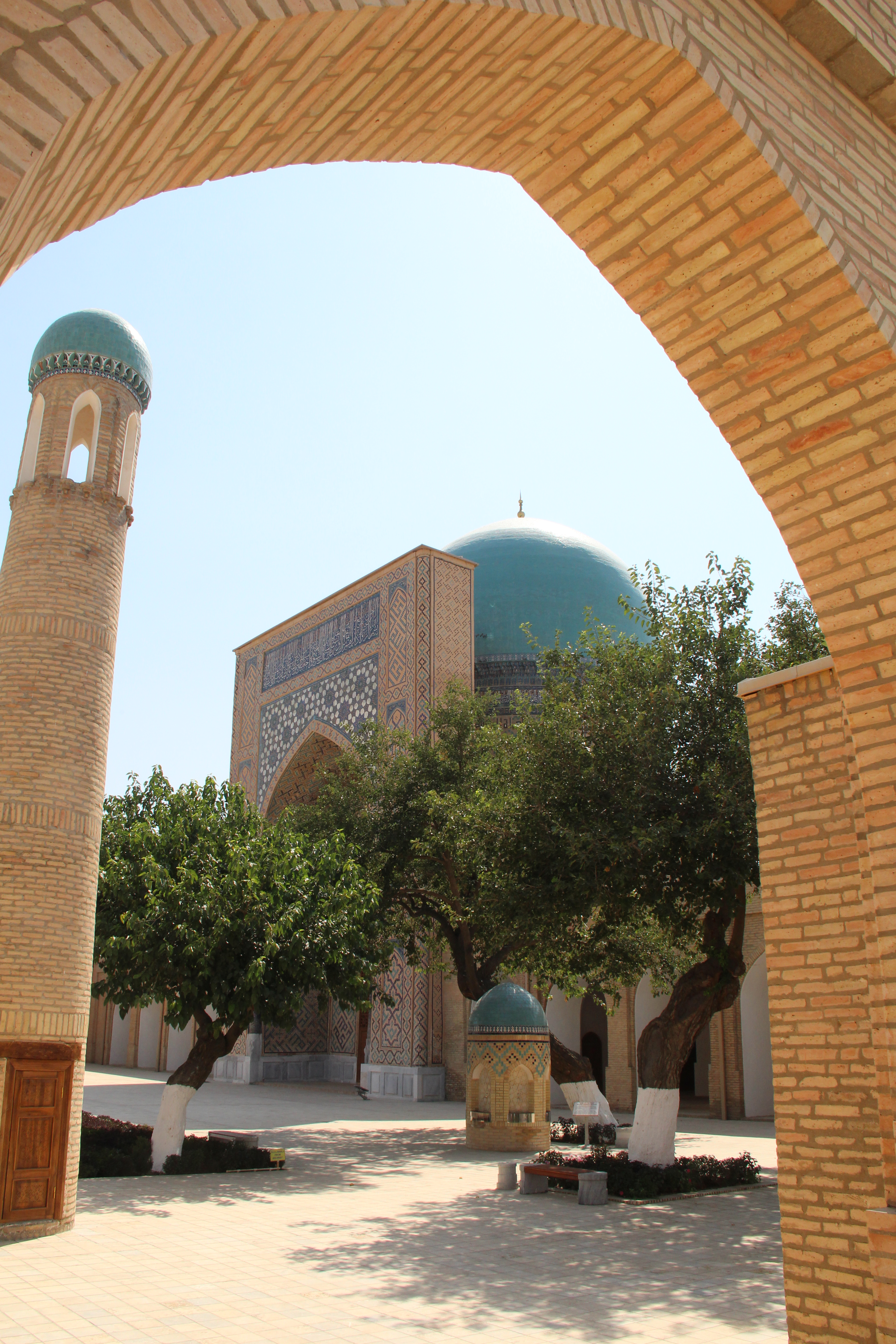
Kompleks Dorut-Tilawat